# Кривцов, Степан Саввич
Степан Саввич Кривцов (1885 — 1943) — профессор МГУ, один из идеологических лидеров Пролеткульта.

## Биография

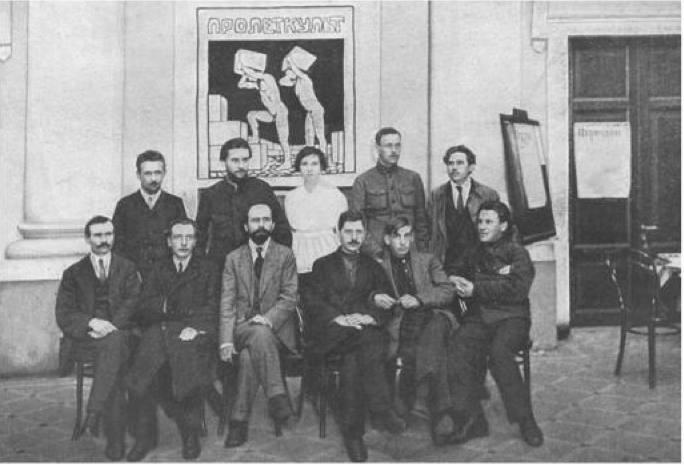
Президиум Первой Всероссийской конференция Пролеткульта (сентябрь 1918).
С. С. Кривцов — стоит первый слева.

Окончил с золотой медалью Владикавказскую гимназию и в 1910 году историко-филологический факультет Московского университета (1910).
Профессор исторического отделения (1919—1923) и кафедры исторического материализма (1923—1925) факультета общественных наук МГУ, после преобразования которого в 1925 году стал профессором кафедры исторического материализма этнологического факультета. Участвовал в составлении учебного пособия для совпартшкол.
В 1924 году Кривцов возглавил группу научной философии секции научной методологии Коммунистической академии; группа занималась, в основном, социологическими проблемами и 1927 года вошла в философскую секцию академии. В декабре 1928 года Кривцов вошёл в первый состав Института философии Коммунистической академии, где стал заведующим секцией исторического материализма.
В 1926—1931 гг. — профессор кафедры истории классовой борьбы и ленинизма/истории ВКП(б) и ленинизма и профессор кафедры исторического материализма; в 1933—1935 гг. — заведующий кафедрой расоведения биологического факультета. .
Умер в 1943 году, похоронен в Москве в колумбарии Донского кладбища.